# João de Barros

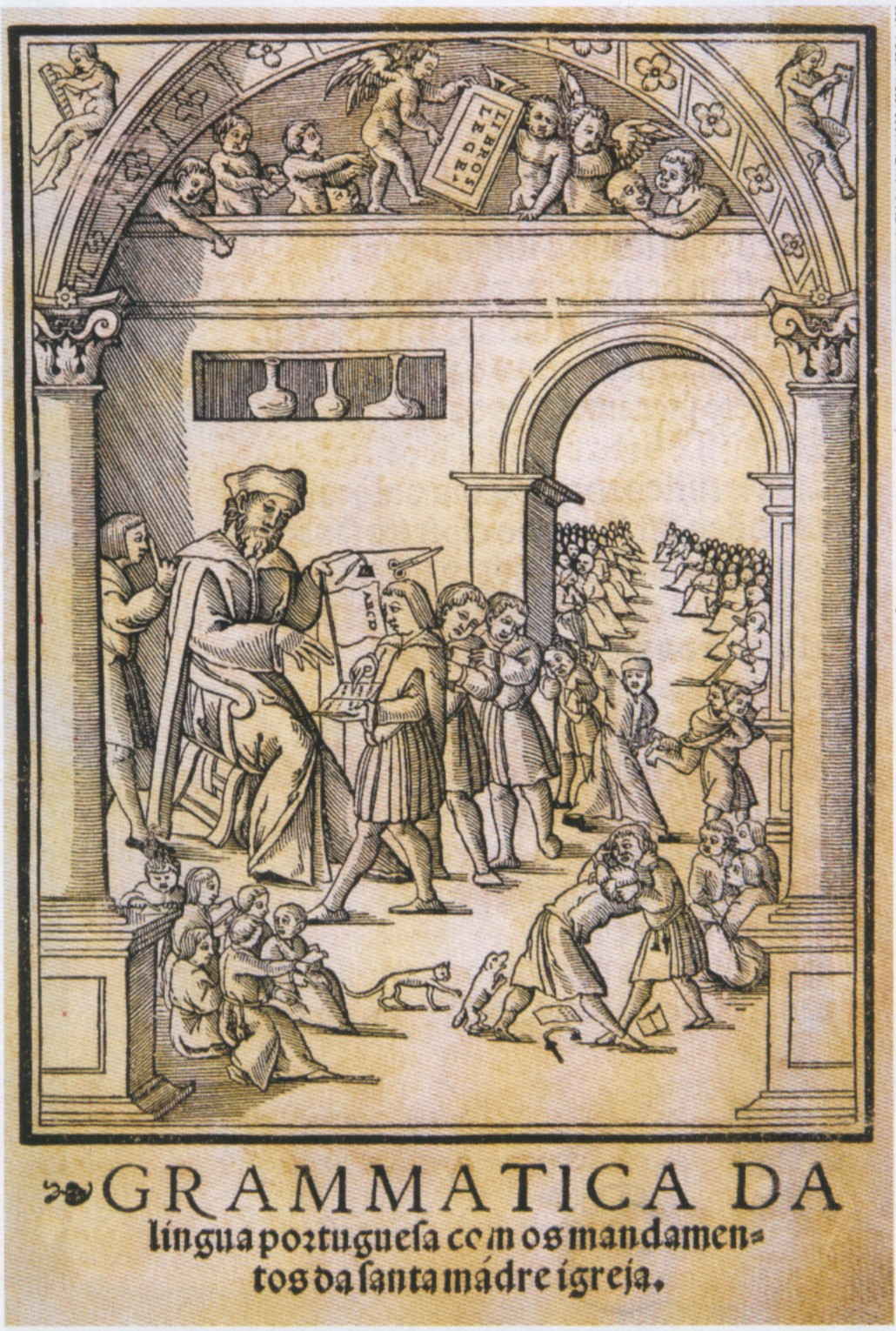
João de Barros.

João de Barros (1496 - 20 de octubre de 1570), apodado el Tito Livio portugués, puede decirse que fue el primer gran historiador de Portugal.
Hijo natural de Lopo de Barros, corregidor de la comarca del Alentejo, nació probablemente en Viseu o en Braga. Fue educado como mozo de guardarropa del príncipe Don João, en la corte del rey Manuel I, en el período de mayor apogeo de descubrimientos portugueses. A una edad temprana decidió dedicarse a la historia, en especial al relato de los viajes de los portugueses por oriente. Para probar su capacidad como escritor, a la edad de veinte años, compuso un romance caballeresco titulado Las crónicas del Emperador Clarimundo, de donde proceden los reyes de Portugal, dedicado al soberano y al príncipe. Este último, al ascender al trono en 1521, ya como João III, concedió a Barros la capitanía de la fortaleza de San Jorge de Elmina, lugar al que partió al año siguiente. Posteriormente, en 1525, fue nombrado tesorero de la Casa de Indias, puesto que mantuvo hasta 1528.
La peste de 1530 le alejó de Lisboa y le llevó a refugiarse en su casa de campo de Ribera de Alitem, cerca de Pombal, lugar donde terminó un diálogo moral, Rho pica Pneuma, que fue recibido con grandes elogios por el valenciano Luis Vives. A su regreso a Lisboa en 1532, después del terremoto de 1531 que asoló la capital, el rey le designó como feitor de las casas de Indias y de Mina — puestos ambos de gran responsabilidad e importancia en una Lisboa que se había convertido en un emporio a nivel europeo para todo comercio con Oriente. Durante su actividad como feitor João probó ser un buen administrador, con gran dedicación y sin un interés personal en el desempeño del cargo, algo raro en aquella época, como lo demuestra el sorprendente hecho de que hiciera poco dinero, allí donde sus predecesores habían amasado grandes fortunas.
En 1534, João III, con la intención de atraer colonos al Brasil y evitar así las tentativas francesas de implantarse en la colonia, lo dividió en capitanías hereditarias, siguiendo el mismo sistema que ya había sido utilizado en las islas de Azores, Madeira y Cabo Verde, con buenos resultados. Al año siguiente otorgó dos de estas capitanías a João de Barros, quien se asoció a Aires da Cunha y Álvares de Andrade (otros dos beneficiados con sendas capitanías) y constituyó a continuación una armada de diez navíos y novecientos hombres que partió para el Nuevo Mundo en 1535. La flota no consiguió llegar a su destino, probablemente debido a la impericia de sus pilotos, y naufragó en el arrecife de Maranhão. Pese a las serias consecuencias financieras para Barros, este no dejó de pagar las deudas a los que habían muerto durante la expedición. Los problemas económicos que este fracaso le supondría, viéndose obligado a hipotecar parte de sus bienes, le perseguirían hasta el fin de sus días.
Durante estos años, Barros prosiguió sus estudios durante las horas de ocio, y poco después de la desastrosa expedición al Brasil el rey le encomendó escribir una historia de los portugueses en India. Antes de que la primera parte de esta última obra estuviera terminada, publicó una gramática de la lengua portuguesa (1540) y diversos Diálogos morales. La historia de los portugueses en India fue concebida como un conjunto de volúmenes, cada volumen relatando un período de diez años, y por ello se conocen como las Décadas de Asia. La primera de las Décadas de Asia apareció en 1552, y su aceptación fue tal que el rey le encargó en seguida que escribiera una crónica de su padre, el rey Manuel I. No obstante, Barros no pudo acometer esta encomienda debido a que sus ocupaciones en la Casa de Indias, le impidió dedicarse a ella de forma adecuada, siendo encargada entonces a Damião de Goes. En 1553 apareció el segundo volumen de las Décadas de Asia y el tercero en 1563; el cuarto volumen nunca llegaría a ser acabado, y no se publicó en vida del autor, sino que fue completado por João Baptista de Lavanha e impreso en Madrid en 1615, mucho después de la muerte de Barros. Aunque su estilo era fluido y rico, las Décadas no tuvieron mucho éxito fuera de la corte de Don João. Solo se conoce una traducción italiana realizada en Venecia en 1563.
En enero de 1568, Barros sufrió un accidente cerebrovascular y fue exonerado de sus funciones en la Casa de Indias, recibiendo un título de hidalgo y una pensión regia del rey Don Sebastián. Viviría desde entonces en su casa de campo de Ribera de Alitém hasta su muerte el 20 de octubre de 1570.
Hombre de buen carácter, puede decirse que prefirió dejar a sus herederos un ejemplo de buena moral más que una cuantiosa fortuna y, aunque recibió muchos beneficios reales, siempre voluntarios y nunca solicitados, Barros murió en la más completa miseria, siendo tantas sus deudas que sus propios hijos renunciaron al testamento.
Como historiador y lingüista Barros merece la fama que empezó a disfrutar poco después de su muerte. Sus Décadas contienen la historia temprana de los portugueses en Asia y revelan un estudio cuidadoso de los historiadores y geógrafos orientales, así como un conocimiento erudito de los registros de su propio país. Sin duda su trabajo se distingue por la claridad de exposición y su riguroso orden.
Mucho después, Diogo de Couto continuó la obra de Barros, añadiendo nueve volúmenes más a las Décadas, siendo publicada edición moderna completa en Lisboa en 14 volúmenes entre 1778 y 1788. El título de esta obra fue el siguiente: Da Asia de Joao de Burros, dos feitos que as Portuguezes fizeram nu descubrimento e con quista dos mares e lerras do Orienie y fue acompañado de un volumen en el que el historiador Manoel Severim de Faria relata la vida de Barros, así como un copioso índice de todas las Décadas.